# استانیسواف گرونکوفسکی
استانیسواف گرونکوفسکی (لهستانی: Stanisław Gronkowski؛ ‏ ۸ ژانویهٔ ۱۹۲۲ – ۲۰ مهٔ ۲۰۰۴) بازیگر اهل لهستان بود.
از فیلم‌ها یا مجموعه‌های تلویزیونی که وی در آن‌ها نقش داشته است، می‌توان به چگونه جنگ جهانی دوم را آغاز کردم، چهار تانکچی و یک سگ و با گذشتِ روزها، از پسِ سال‌ها… اشاره نمود.